# Necha Bedghari
Necha Bedghari (en népalais : नेचाबेतघारी) est un comité de développement villageois du Népal situé dans le district de Solukhumbu. Au recensement de 2011, il comptait 3 731 habitants.